# Darlene Love
Darlene Love, född Darlene Wright den 26 juli 1941 i Hawthorne i Kalifornien, är en amerikansk sångerska. Love lanserades av Phil Spector och var medlem av grupperna The Blossoms och The Crystals. Bland hennes mest kända låtar är "He's a Rebel", "He's Sure the Boy I Love" och "Today I Met the Boy I'm Gonna Marry". Darlene Love var Phil Spectors kanske viktigaste artist då hon sjöng med som huvudsångerska eller i kören i flera av de grupper som lanserades av Spector. Love var även med i Blue Jeans som tillsammans med Bob B Soxx gjorde sina sista inspelningar hos Phil Spector på julalbumet A Christmas Gift for You from Phil Spector från 1963 där de gör "The Bells of St Mary's" och "Here Comes Santa Claus". Darlene Love gör där också egna inspelningar som huvudartist.
Love har också verkat som skådespelare och spelade Trish Murtaugh i Dödligt vapen-filmerna.

## Diskografi (urval)
Soloalbum
- 1983 – Whole Hearted
- 1985 – Live!
- 1988 – Paint Another Picture
- 1998 – Age Of Miracles
- 2007 – It's Christmas, Of Course
- 2010 – The Concert Of Love
- 2015 – Introducing Darlene Love

Samarbeten
- 1992 – Bringing It Home (Darlene Love & Lani Groves)

Hitsinglar (på Billboard Hot 100)
- 1961 – "Son-In-Law" (med The Blossoms) (#79)
- 1962 – "He's a Rebel" (med The Crystals) (#1)
- 1962 – "Zip-a-Dee-Doo-Dah" (med Bob B. Soxx & the Blue Jeans) (#8)
- 1962 – "He's Sure the Boy I Love" (med The Crystals) (#11)
- 1963 – "Why Do Lovers Break Each Other's Heart" (med Bob B. Soxx & the Blue Jeans) (#38)
- 1963 – "Today I Met the Boy I'm Gonna Marry" / "My Heart Beat a Little Bit Faster" (#39)
- 1963 – "Not Too Young to Get Married" (med Bob B. Soxx & the Blue Jeans, gästsång av Bobby Sheen) (#63)
- 1963 – "Wait ‘til My Bobby Gets Home" / "Take It From Me" (#26)
- 1963 – "A Fine, Fine Boy" (#53)
- 1992 – "All Alone on Christmas" (från filmen Home Alone 2: Lost in New York) (#83)